# Odobenus obesus
Odobenus obesus este specia de morsă care trăiește în Oceanul Pacific în dreptul coastelor Alaskăi.